# Clorellestadite
La clorellestadite è un minerale; inizialmente considerata una specie indipendente, nel 2010 non è stata più ritenuta valida dall'Associazione Mineralogica Internazionale (IMA) dal 2010 perché si ritieneva che in natura non esistesse come membro finale della serie anche se era stata sintetizzata artificialmente. In seguito, nel 2017, l'IMA ha riabilitato il suo status, e ora è considerato un minerale indipendente a tutti gli effetti. Precedentemente era stata denominata ellestadite-(Cl).